# Nazionale maschile under 21 di calcio della Francia
La Nazionale francese di calcio Under-21, ufficialmente denominata Équipe de France Espoirs (in francese Squadra francese delle Promesse), è la rappresentativa calcistica Under-21 della Francia ed è posta sotto l'egida della Fédération Française de Football.
I calciatori dell'Under-21 francese sono  chiamati Bleuets, diminutivo di Bleus (appellativo riferito alla nazionale maggiore). La selezione partecipa dal 1978 all'Europeo di categoria.
Ha vinto il Campionato europeo nel 1988.

## Storia
La rappresentativa giovanile francese (denominata France espoirs) è stata creata nel 1952 per accogliere calciatori sotto i 23 anni di età. Nel 1976, con la riforma UEFA delle nazionali giovanili, il limite è sceso a 21 anni.
La Francia si è qualificata nove volte al Campionato europeo Under 21. Fallito il pass per le prime due edizioni (1978 e 1980), i Bleuets si sono qualificati per la prima volta all'edizione 1982, venendo eliminati dall'URSS ai quarti di finale. Lo stesso traguardo venne raggiunto anche nelle due successive partecipazioni, preludio al primo e finora unico trionfo nel 1988 in cui la Francia, guidata dal c.t. Marc Bourrier, prevalse in finale sulla Grecia (0-0 ad Atene, 3-0 a Besançon).
Non qualificati ai tornei continentali del 1990 e 1992, la guida tecnica dei Bleuets fu affidata a Raymond Domenech che siederà sulla panchina delle Espoirs dal 1993 al 2004. In questo undicennio la Francia ottenne un quarto posto nel 1994 (ospitando la prima fase finale del torneo svolta in un unico Paese), un terzo posto nel 1996 e un secondo posto nel 2002 (sconfitta in finale dalla Repubblica Ceca). Nell'Under-21 di Domenech giocarono futuri campioni del mondo con la nazionale maggiore a Francia '98 come Laurent Blanc, Zinédine Zidane e Christophe Dugarry.
Il posto di Domenech, diventato nel frattempo selezionatore della nazionale maggiore, venne preso da René Girard che condusse i Bleuets alle semifinali dell'Europeo 2006. Dopo quell'esperienza la Francia ritrovò il palcoscenico europeo solamente nel 2019 con c.t. Sylvain Ripoll.

## Partecipazioni ai tornei internazionali

### Europeo U-21
- 1978: Non qualificata
- 1980: Non qualificata
- 1982: Quarti di finale
- 1984: Quarti di finale
- 1986: Quarti di finale
- 1988: Campione
- 1990: Non qualificata
- 1992: Non qualificata
- 1994: Quarto posto
- 1996: Terzo posto
- 1998: Non qualificata
- 2000: Non qualificata
- 2002: Finalista
- 2004: Non qualificata
- 2006: Semifinale
- 2007: Non qualificata
- 2009: Non qualificata
- 2011: Non qualificata
- 2013: Non qualificata
- 2015: Non qualificata
- 2017: Non qualificata
- 2019: Semifinale
- 2021: Quarti di finale
- 2023: Quarti di finale
- 2025: Semifinale

## Palmares
- Campionato europeo Under-21

 1988
 2002
 1996

## Rose

### Europei
Campionato d'Europa Under-21 UEFA 1988P Barrabé, P Martini, D Blanc, D Buisine, D Reuzeau, D Roche, D Sauzée, C Despeyroux, C Dogon, C Galtier, C Guérin, A Cantona, A Lada, A Paille, A Zitelli, D Silvestre, CT: Bourrier
Campionato d'Europa Under-21 UEFA 19941 Dutruel, 2 Llacer, 3 Blanc, 4 Thuram, 5 Déhu, 6 Dieng, 7 Zidane, 8 Pedros, 9 Ouédec, 10 Micoud, 11 Dugarry, 12 Serredszum, 13 Deplace, 14 Bonnissel, 15 Nouma, 16 Cassard, 17 Goma, 18 Carotti, 19 Makélélé, 20 Lefèvre, CT: Domenech
Campionato d'Europa Under-21 UEFA 19961 Letizi, 2 Djetou, 3 Bonnissel, 4 Laville, 5 Moreau, 6 Vieira, 7 Makélélé, 8 Dhorasoo, 9 Maurice, 10 Coridon, 11 Pirès, 12 Rott, 13 Candela, 14 Dacourt, 15 Vairelles, 16 Fernandez, 17 André, 18 Wiltord, CT: Domenech
Campionato d'Europa Under-21 UEFA 20021 Landreau, 2 Réveillère, 3 Escudé, 4 Boumsong, 5 Berson, 6 Bréchet, 7 Sorlin, 8 Sablé, 9 Govou, 10 Malbranque, 11 Luyindula, 12 Armand, 13 Frau, 14 Delpierre, 15 Mexès, 16 Grégorini, 17 Di Tommaso, 18 Pedretti, 19 Meriem, 20 Mathis, 21 Chapuis, 22 Vercoutre, CT: Domenech
Campionato d'Europa Under-21 UEFA 20061 Gavanon, 2 Aubey, 3 Badiane, 4 Berthod, 5 Bourillon, 6 Clerc, 7 Veigneau, 8 Faty, 9 Sagna, 10 Diarra, 11 Faubert, 12 Flamini, 13 Gourcuff, 14 Mavuba, 15 Toulalan, 16 Mandanda, 17 Bergougnoux, 18 Briand, 19 Gouffran, 20 Le Tallec, 21 Sinama-Pongolle, 22 Pouplin, CT: Girard
Campionato d'Europa Under-21 UEFA 20191 Larsonneur, 2 Amian, 3 Ballo-Touré, 4 Konaté, 5 Upamecano, 6 Tousart, 7 Del Castillo, 8 Aouar, 9 Dembélé, 10 Guendouzi, 11 Mateta, 12 Ikoné, 13 Dagba, 14 Bamba, 15 Sarr, 16 Prévot, 17 Niakhaté, 18 Sissoko, 19 Caci, 20 Thuram, 21 Ntcham, 22 Reine-Adélaïde, 23 Bernardoni, CT: Ripoll
Campionato d'Europa Under-21 UEFA 20211 Lafont/Green, 2 Kalulu, 3 W. Fofana/Disasi, 4 Kamara/Upamecano, 5 Badiashile, 6 Konaté, 7 Truffert/Cozza, 8 Claude-Maurice/Aouar, 9 Gouiri, 10 Guendouzi/Caqueret, 11 Ikoné, 12 Koundé/Y. Fofana, 13 Dagba, 14 Tchouaméni, 15 Faivre, 16 Bertaud, 17 Camavinga, 18 Kolo Muani/Kalimuendo, 19 Laurienté/Diaby, 20 Soumaré, 21 Maouassa, 22 Édouard, 23 Meslier, CT: Ripoll
Campionato d'Europa Under-21 UEFA 20231 Meslier, 2 Simakan, 3 Larouci, 4 Badé, 5 Nkounkou, 6 Le Fée, 7 Koné, 8 Caqueret, 9 Kalimuendo, 10 Cherki, 11 Gouiri, 12 Gendrey, 13 Chotard, 14 Lukeba, 15 Adli, 16 Chevalier, 17 Barcola, 18 Diakité, 19 Thuram, 20 Kalulu, 21 Wahi, 22 Olise, 23 Bajic, CT: Ripoll
Template:Francia maschile Under-21 calcio europeo 2025

## Rosa attuale
Lista dei 23 giocatori convocati per il Campionato europeo di calcio Under-21 del 2025 in Slovacchia.
Presenze e reti aggiornate al 5 giugno 2025.
| 1  | P | Obed Nkambadio          | 7 febbraio 2003 (22 anni)  | 2  | 0 | Paris FC              |  |  |
| 16 | P | Guillaume Restes        | 11 marzo 2005 (20 anni)    | 10 | 0 | Tolosa                |  |  |
| 23 | P | Justin Bengui João      | 9 luglio 2005 (19 anni)    | 0  | 0 | Jedinstvo Ub          |  |  |
|    |   |                         |                            |    |   |                       |  |  |
| 2  | D | Castello Lukeba         | 17 dicembre 2002 (22 anni) | 22 | 0 | RB Lipsia             |  |  |
| 3  | D | Quentin Merlin          | 16 maggio 2002 (23 anni)   | 13 | 1 | Olympique Marsiglia   |  |  |
| 4  | D | Chrislain Matsima       | 15 maggio 2002 (23 anni)   | 9  | 1 | Augusta               |  |  |
| 5  | D | Kiliann Sildillia       | 16 maggio 2002 (23 anni)   | 11 | 0 | Friburgo              |  |  |
| 14 | D | Christian Mawissa Elebi | 8 aprile 2005 (20 anni)    | 2  | 0 | Monaco                |  |  |
| 15 | D | Nathan Zézé             | 18 giugno 2005 (19 anni)   | 2  | 0 | Nantes                |  |  |
| 19 | D | Ismaël Doukouré         | 24 luglio 2003 (21 anni)   | 8  | 0 | Strasburgo            |  |  |
|    |   |                         |                            |    |   |                       |  |  |
| 6  | C | Lucien Agoumé           | 9 febbraio 2002 (23 anni)  | 9  | 0 | Siviglia              |  |  |
| 8  | C | Johann Lepenant         | 22 ottobre 2002 (22 anni)  | 11 | 1 | Nantes                |  |  |
| 17 | C | Soungoutou Magassa      | 8 ottobre 2003 (21 anni)   | 4  | 0 | Monaco                |  |  |
| 18 | C | Djaoui Cissé            | 31 gennaio 2004 (21 anni)  | 0  | 0 | Rennes                |  |  |
| 20 | C | Andy Diouf              | 17 maggio 2003 (22 anni)   | 6  | 0 | Lens                  |  |  |
| 21 | C | Félix Lemaréchal        | 7 agosto 2003 (21 anni)    | 0  | 0 | Strasburgo            |  |  |
|    |   |                         |                            |    |   |                       |  |  |
| 7  | A | Mathys Tel              | 27 aprile 2005 (20 anni)   | 10 | 5 | Tottenham             |  |  |
| 9  | A | Matthis Abline          | 28 marzo 2003 (22 anni)    | 4  | 1 | Nantes                |  |  |
| 10 | A | Wilson Odobert          | 28 novembre 2004 (20 anni) | 5  | 0 | Tottenham             |  |  |
| 11 | A | Loum Tchaouna           | 8 settembre 2003 (21 anni) | 5  | 1 | Lazio                 |  |  |
| 12 | A | Saïmon Bouabré          | 1º giugno 2006 (19 anni)   | 0  | 0 | Monaco                |  |  |
| 13 | A | Jean-Mattéo Bahoya      | 7 maggio 2005 (20 anni)    | 0  | 0 | Eintracht Francoforte |  |  |
| 22 | A | Thierno Barry           | 21 ottobre 2002 (22 anni)  | 2  | 0 | Villarreal            |  |  |

## Staff tecnico
- Commissario Tecnico:  Gérald Baticle
- Vice-Allenatore:  Laurent Chatrefoux,  Gaël Clichy
- Allenatore dei portieri:  Jérémie Janot
- Preparatore atletico:  Alan Berrou
- Staff medico:  Marc Chasselat,  Maxime Feller

## Commissari tecnici
- Pierre Pibarot 1954-1958
- Henri Guérin 1968-1978
- Jack Braun 1980-1982
- Joseph Mercier apr.-giu. 1982
- Marc Bourrier 1983-1993
- Raymond Domenech 1993-2004
- René Girard 2004-2008
- Erick Mombaerts 2008-2012
- Willy Sagnol 2013-2014
- Pierre Mankowski 2014-2016
- Sylvain Ripoll 2017-2023
- Thierry Henry 2023-2024
- Gérald Baticle 2024-in carica